# Lon
Lon es una localidad del municipio de Camaleño, en la comunidad autónoma de Cantabria (España). Está situado en una de las montañas que forman el valle de Valdebaró, a orillas del arroyo o río Burón, que nace en la vertiente sur del Macizo de Ándara (Picos de Europa), en la zona de la Morra de Lechugales. 

## Contexto
Es uno de los pocos lugares cuya población ha aumentado, dedicándose preferentemente a las tareas agropecuarias. También existen dos queserías. Se ha convertido en un lugar de segunda residencia con la rehabilitación de algunas viviendas. Tiene establecimientos de turismo rural.

## Patrimonio
Su iglesia de Santa Eugenia ya es citada en el año 832 en el Cartulario de Santo Toribio de Liébana. La iglesia parroquial actual es del siglo XVI y conserva un retablo salomónico del siglo XVIII, con imaginería moderna, salvo el sagrario que es original; tiene una interesante cruz procesional.

## Festividad
Celebra la fiesta de Santa Eugenia el 31 de enero.